# Лёйгардалюр
Лёйгардалюр (исл. Laugardalur, исландское произношение: [ˈlœiːɣarˌtaːlʏr̥]; часто встречается транслитерация «Лаугардалур») — один из десяти районов города Рейкьявик, расположен на востоке от центра города. Он граничит с городскими районами Мидборг, Хлидар, Аурбайр, Хауалейти-ог-Бустадир, Граварвогюр. 
Он занимает площадь 6,4 км². Население на 2022 год составляло 18 170 жителя.

## История
Город Рейкьявик получил свое название, которое переводится как «дымная бухта», из-за множества горячих источников, которые увидел здесь первый поселенец Исландии, когда он впервые достиг этой земли. Многие из этих горячих источников сосредоточены в районе Лёйгардалюр. Название района можно перевести как "долина бассейнов". На протяжении большей части истории Рейкьявика именно в горячих бассейнах традиционно стирали белье.
Лёйгардалюр один из крупнейших промышленных и коммерческих районов Рейкьявика. 
Он начал формироваться в начале 1940-х годов, когда население Рейкьвика быстро росло. Развитие города требовало лучшего транспорта, лучших площадей для промышленности, более крупного порта, лучших условий для занятий спортом и отдыха. Теперь В районе Лёйгардалюр располагается главный порт Рейкьявика, улица Боргартун считается улицей банков и финансовых учреждений.
Также, Лёйгардалюр является центром спортивных мероприятий Исландии. Здесь находится стадион, на котором проходят международные соревнования по футболу и лёгкой атлетике, а также самый большой открытый термальный бассейн в Рейкьявике - Laugardalslaug, функционирующий круглый год.

## Галерея

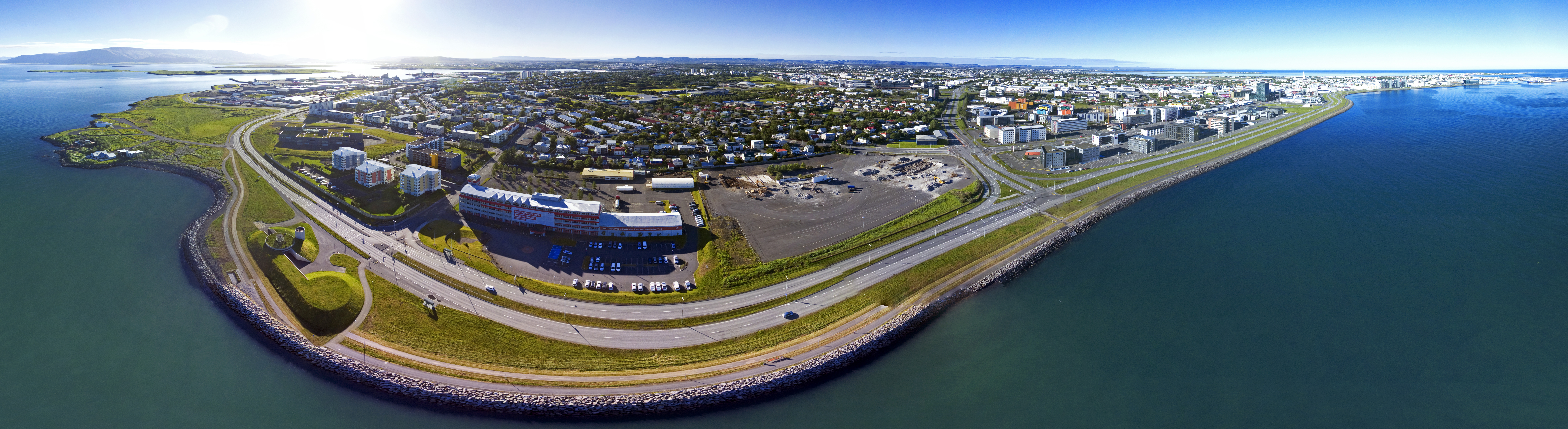
Вид на район со стороны залива.

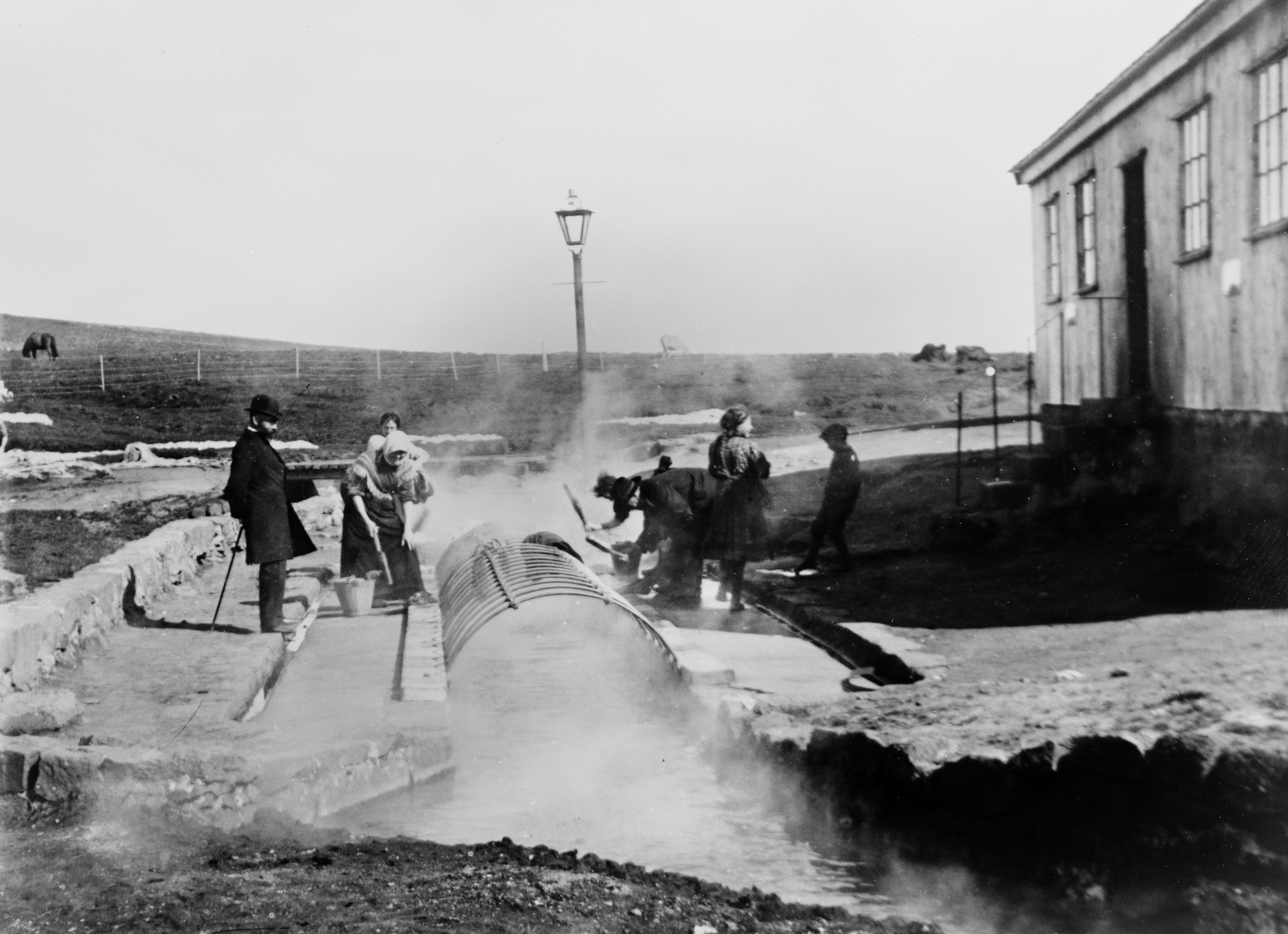
~1911 год - Стирка одежды на горячем источнике
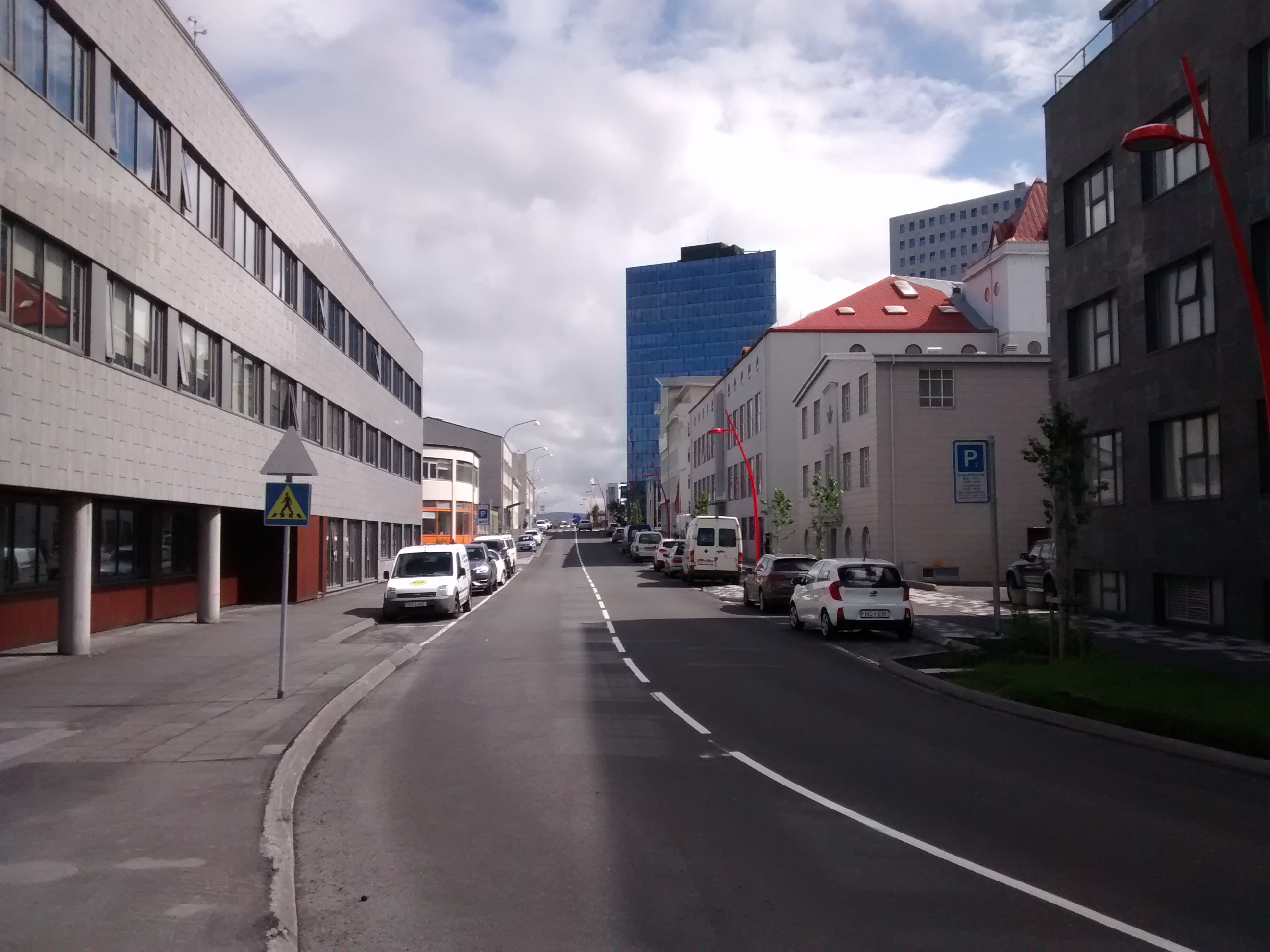
Улица Боргартун
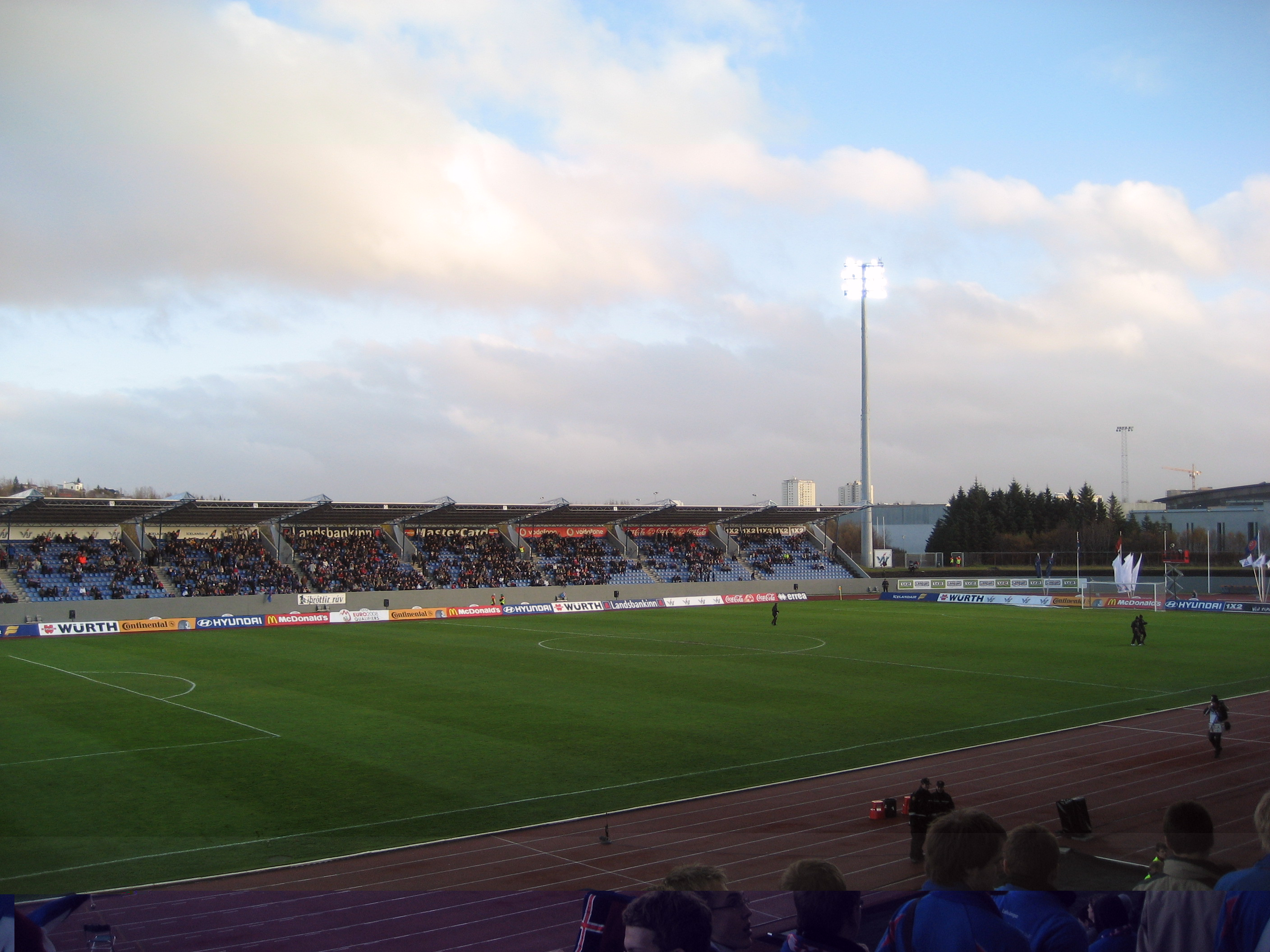
Стадион
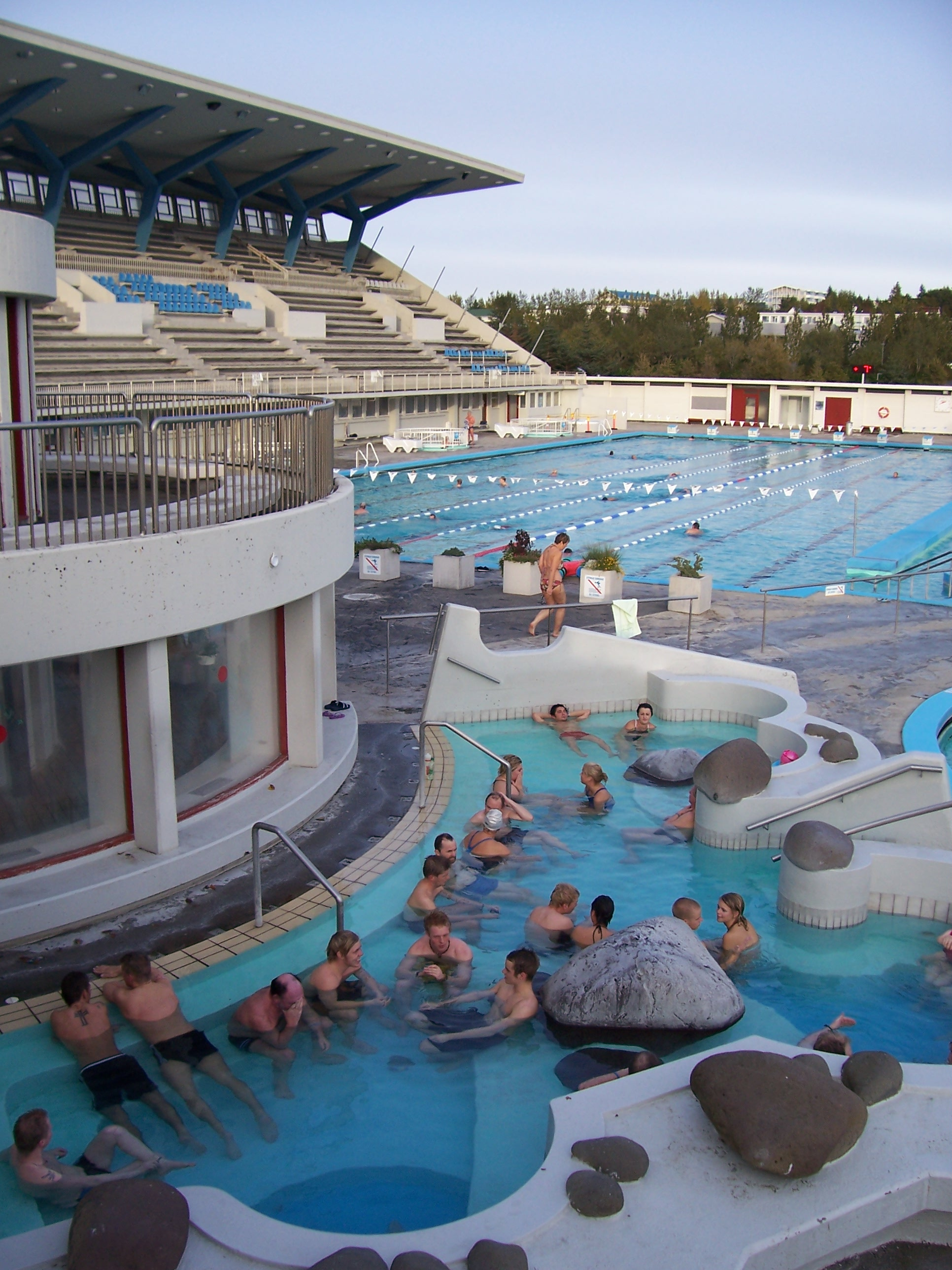
Бассейн Laugardalslaug